# 23164 Badger
23164 Badger è un asteroide della fascia principale. Scoperto nel 2000, presenta un'orbita caratterizzata da un semiasse maggiore pari a 2,8330108 UA e da un'eccentricità di 0,1052523, inclinata di 1,16406° rispetto all'eclittica.